# Зозуля індокитайська
Зозу́ля індокитайська (Hierococcyx nisicolor) — вид зозулеподібних птахів родини зозулевих (Cuculidae). Мешкає в Гімалаях і Південно-Східній Азії.  Раніше вважався підвидом ширококрилої зозулі.

## Поширення і екологія
Індокитайські зозулі гніздяться на сході Гімалаїв, в Північно-Східній Індії,  на півночі Індокитаю, в Південному і Південно-Східному Китаї, зокрема на острові Хайнань. Взимку частина популяції мігрує на південь Індокитаю, на Малайський півострів, Суматру, Калімантан, на захід Яви та на сусідні острови. Популяції Індокитаю і Хайнаню не мігрують. 
Індокитайські зозулі живуть у вологих тропічних лісах, в садах і на плантаціях. Зустрічаються на висоті від 600 до 2800 м над рівнем моря. Живляться переважно комахами. Індокитайським зозулям притаманний гніздовий паразитизм. Вони підкладають яйця в гнізда різних видів птахів, зокрема малих алікорто і малих нільтав.